# Tanbeol-dong
Tanbeol-dong (koreanska: 탄벌동) är en stadsdel i kommunen Gwangju i provinsen Gyeonggi i den norra delen av Sydkorea, 28 km öster om huvudstaden Seoul.
Stadsdelen bildades genom en utbrytning från Songjeong-dong 1 december 2020.